# Il salario
Il salario (in tedesco Das Lohn), opera di Karl Marx sull'economia politica, scritto nel 1847. Completa l'opera "Lavoro salariato e capitale".
L'opera non va confusa con la relazione "Lavoro salariato e capitale" letta da Marx nel 1865 a Londra in una riunione di emergenza del I Internazionale.

## Storia e descrizione
L'iscrizione sulla copertina del manoscritto ritrovato, la presenza di un riassunto di quanto è già stato affermato, la forma di presentazione e il contenuto del manoscritto fanno pensare che si tratti di una bozza di Marx per le lezioni che tenne nella seconda metà di dicembre 1847 alle riunioni della Società operaia tedesca a Bruxelles. Il manoscritto contiene estratti dai libri degli economisti e la loro prima elaborazione, che parla anche del lavoro preparatorio per le lezioni.
I redattori del quotidiano Deutsche-Brüsseler-Zeitung, pubblicando un rapporto sugli incontri nel gennaio 1848, diedero la seguente nota:
(Karl Marx)
Tuttavia, il giornale è stato chiuso nel 1848 e l'opera non è stata pubblicata.
Il manoscritto è stato conservato negli archivi della socialdemocrazia tedesca, pubblicato per la prima volta nel 1924 in URSS sulla rivista "Economia politica" in Russo, in lingua originale nel 1925 sulla rivista "All'insegna del marxismo".
Nel 1935 fu pubblicato come supplemento a "Lavoro salariato e capitale".
L'opuscolo "Miseria della filosofia", scritto e pubblicato nel 1847, è solitamente, basato sull'affermazione di Marx, il punto di partenza per gli studi economici di Marx. Il manoscritto "Salario", insieme all'opera principale "Lavoro salariato e capitale", scritto nel 1847 e pubblicato nel 1849, testimonia l'opera di Marx in questa direzione, non solo dal punto di vista critico.

## Contenuto
Il manoscritto, come gli articoli pubblicati nella Neue Rheinische Zeitung, si occupa del problema di vendita di lavoro ai lavoratori nel sistema socioeconomico capitalistico, e non della vendita di forza lavoro, come nei successivi scritti economici di Marx, che è tipico dei primi scritti di Marx, come notato Karl Kautsky nel 1847 Marx non aveva ancora fatto la scoperta fondamentale.
Il documento rileva che i salari rappresentano il prezzo del lavoro di un lavoratore. Si studia l'influenza del progresso tecnico sulla struttura delle parti costitutive del capitale e si conclude che la quota di capitale destinata ai salari dei lavoratori è relativamente decrescente rispetto alla quota di capitale destinata alle macchine e alle materie prime, il che peggiora il posizione dei lavoratori e crea i presupposti per una trasformazione rivoluzionaria delle relazioni sociali. Marx osserva che il capitalismo ha chiarito al massimo le relazioni sociali, privandole del loro alone di santità e riducendole a rapporti monetari di acquisto e vendita. La chiave del successo della rivoluzione sociale è l'organizzazione e la forza del proletariato, preparata dallo sviluppo del sistema del lavoro salariato.